# Xiangnan Tuhua
Xiangnan Tuhua ( chino simplificado :湘南土话; chino tradicional :湘南土話; pinyin : Xiāngnán Tǔhuà ; literalmente 'lenguas locales del sur de Hunan '), o simplemente Tuhua , es un grupo de variedades chinas no clasificadas del sureste de Hunan . Se habla en la mayor parte de la prefectura de Yongzhou (aparte del condado de Qiyang en el noreste) y en la mitad occidental de la prefectura de Chenzhou , en la que también se hablan los dialectos de Xiangnan del mandarín sudoccidental . Es probable que haya una influencia no china significativa, como yao , e incluso puede haber comenzado como Yao sinizado.Yao.
Xiangnan Tuhua es el idioma de nüshu , la "escritura femenina" del condado de Jiangyong en Yongzhou.